# 대한민국의 셧다운 제도에 대한 헌법재판소 결정
이 문서는 대한민국의 셧다운 제도에 대한 헌법재판소 결정례로, 청소년 인터넷게임 셧다운제 사건이라고도 부른다.
헌법재판소는 13개 게임업체와 16세 미만 청소년을 자녀로 둔 박모씨 등 3명이 "16세 미만 청소년에게 오전 0시부터 오전 6시까지 인터넷게임 제공을 금지한 구 청소년보호법 제26조1항 등은 직업의 자유와 청소년의 일반적 행동의 자유를 침해한다"며 낸 헌법소원사건(2011헌마659)에서 재판관 7(합헌):2(위헌) 의견으로 합헌결정하였다. 결정문에서 "게임제공 금지조항은 청소년의 건전한 성장과 발달, 인터넷게임 중독을 예방하려는 것으로 입법목적이 정당하고, 이를 위해 일정 시간대에 16세 미만 청소년에게 인터넷게임의 제공을 일률적으로 금지하는 것은 적절하다"며 "과잉규제를 피하기 위해 여성가족부장관으로 하여금 2년마다 적절성 여부를 평가하도록 하고 시험용 또는 교육용 게임물에 대해서는 적용을 배제하는 등 피해를 최소화하기 위한 장치도 마련돼 있다"고 밝혔고 "국내외 업체를 불문하고 이 금지 조항이 적용된다"며 "일부 해외서버로 불법유통되는 게임물에 금지조항이 적용되지 않아 국내업체만 규율해 평등권을 침해한다고 볼 수는 없다"고 덧붙였다.

## 각계의 반응
이 결정에 문화체육관광부(이하 문체부)가 이번 헌법재판소의 셧다운제 합헌 판결에 대해 공식 입장을 내어 헌법재판소의 판결을 존중하며 여성가족부와 공동으로 구성할 민관협의체에서 청소년 게임 이용시간 제한 관련 규제의 일원화 방안을 논의하겠다라고 밝혔다.
여성가족부는 “최근 청소년의 인터넷게임과 스마트폰 등 과다 이용으로 인한 피해가 심각하다는 국민의 우려를 고려하고, 청소년의 건강한 성장과 보호를 지향하는 헌법이념과 공공의 가치를 재차 확인한 것으로 사료된다”고 밝혔다.
한국게임산업협회(현 한국인터넷디지털엔터테인먼트협회, 이하 협회)는 “정부가 규제개혁의 흐름을 갖고 움직이고 있고, 셧다운제 폐지 논의가 본격적으로 의논되고 있는 상황에서 헌법재판소의 오늘 판결에 대해 굉장히 아쉽게 생각한다”고 밝혔다.